# 大沢家住宅
大沢家住宅（おおさわけじゅうたく）は、埼玉県川越市にある蔵造り建築。明治26年（1893年）の川越大火の焼失を免れた川越最古の蔵造りで、現存する関東地方最古の蔵造りでもある。国の重要文化財の指定を受けている。現在の屋号から「小松屋」とも呼ばれている。

## 歴史
寛政4年（1792年）に近江国出身で呉服太物の近江屋を営んでいた豪商・西村半右衛門が建てた蔵造りの店舗建築。川越大火で例外的に焼失を免れ、そこから川越商人が蔵造りの町家を次々に建設する契機となった。昭和46年（1971年）に国の重要文化財の指定を受け、また、平成元年（1989年）より5年間を費やし大規模な修理が行なわれ、創建当時の姿に甦った。

## 建築
建物は間口6間、奥行4間半。切妻造り平入り、桟瓦葺き。川越の重厚な蔵造りの中ではシンプルな町屋形式。総欅作りだが前面の人見の柱のみ松になっている（客を待つの意味）。1階の前面は下屋庇を出し、格子戸や土戸があり土間には防火用の用心戸まで備える。2階の前面は漆喰で塗り固めた土格子（どごうし）を一番外側に、漆喰戸、木戸、障子と三重の窓になっている。防火扉付きの小窓もある。2階への箱階段や、ゆるく波打つ階段側面の壁は、見事。壁面の厚さは30 cm、縦と横に5 cmの丸竹を使い、あけびのつるで結束してある。内壁は孤を成している耐震構造。床の間は天井から漆喰が下がっている「吊り漆喰」。大黒柱は江戸建築でも最上の木材の1つで目を引く。

## 所在地
埼玉県川越市元町1-15-2
1階では川越の民芸品を販売。

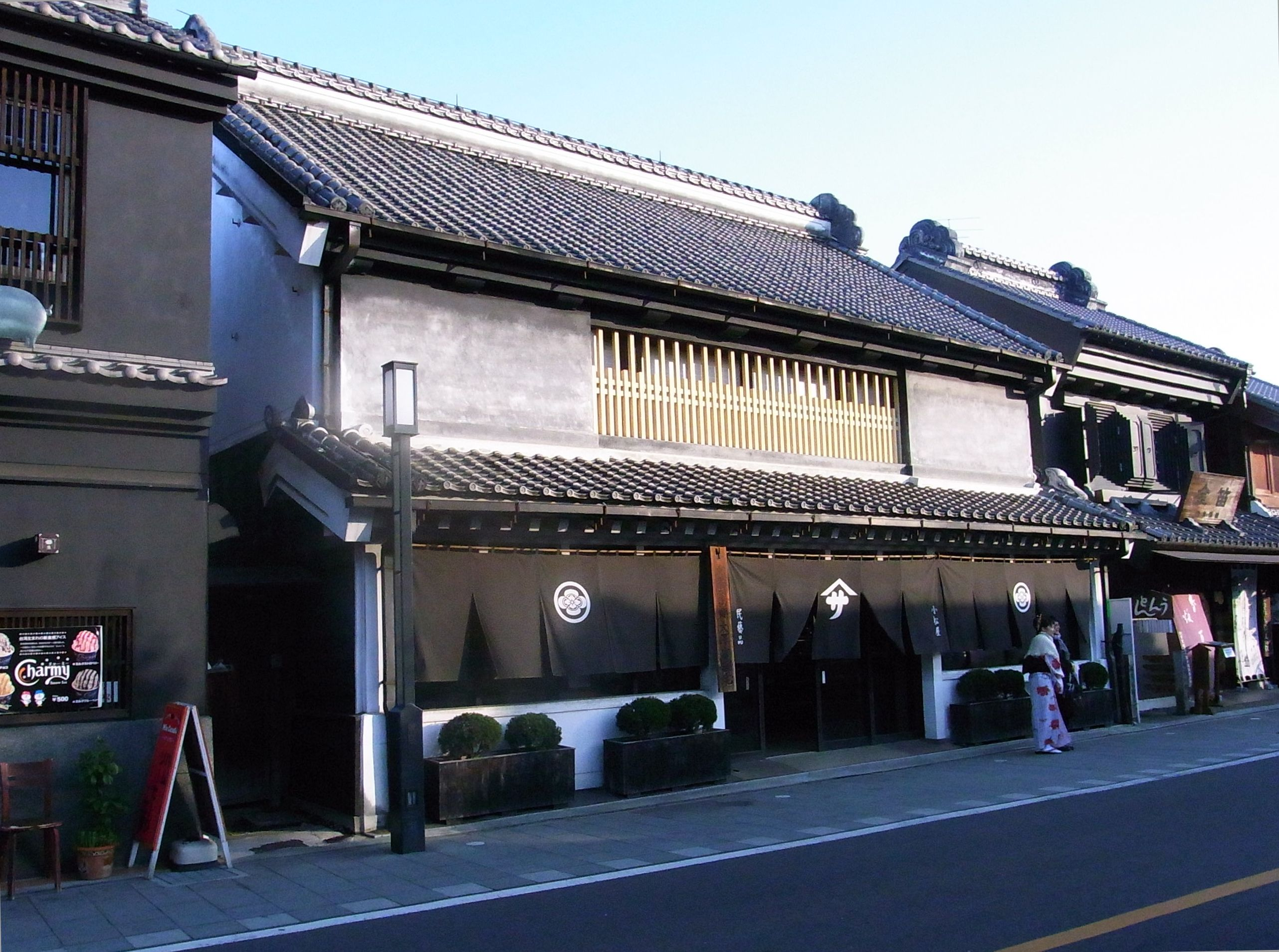
北西側より見る（2010年12月8日撮影）
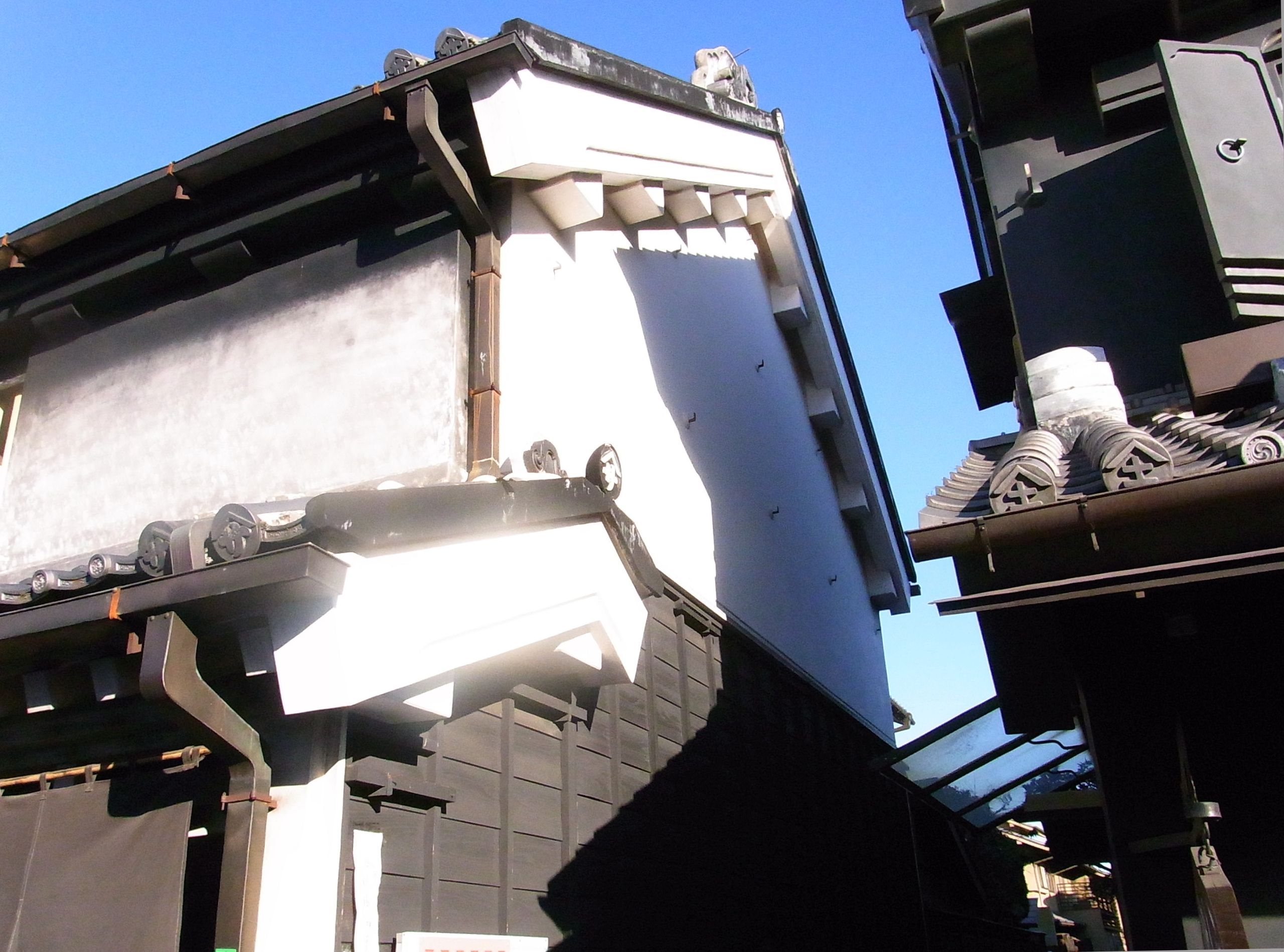
南西側妻を見る（2010年12月8日撮影）
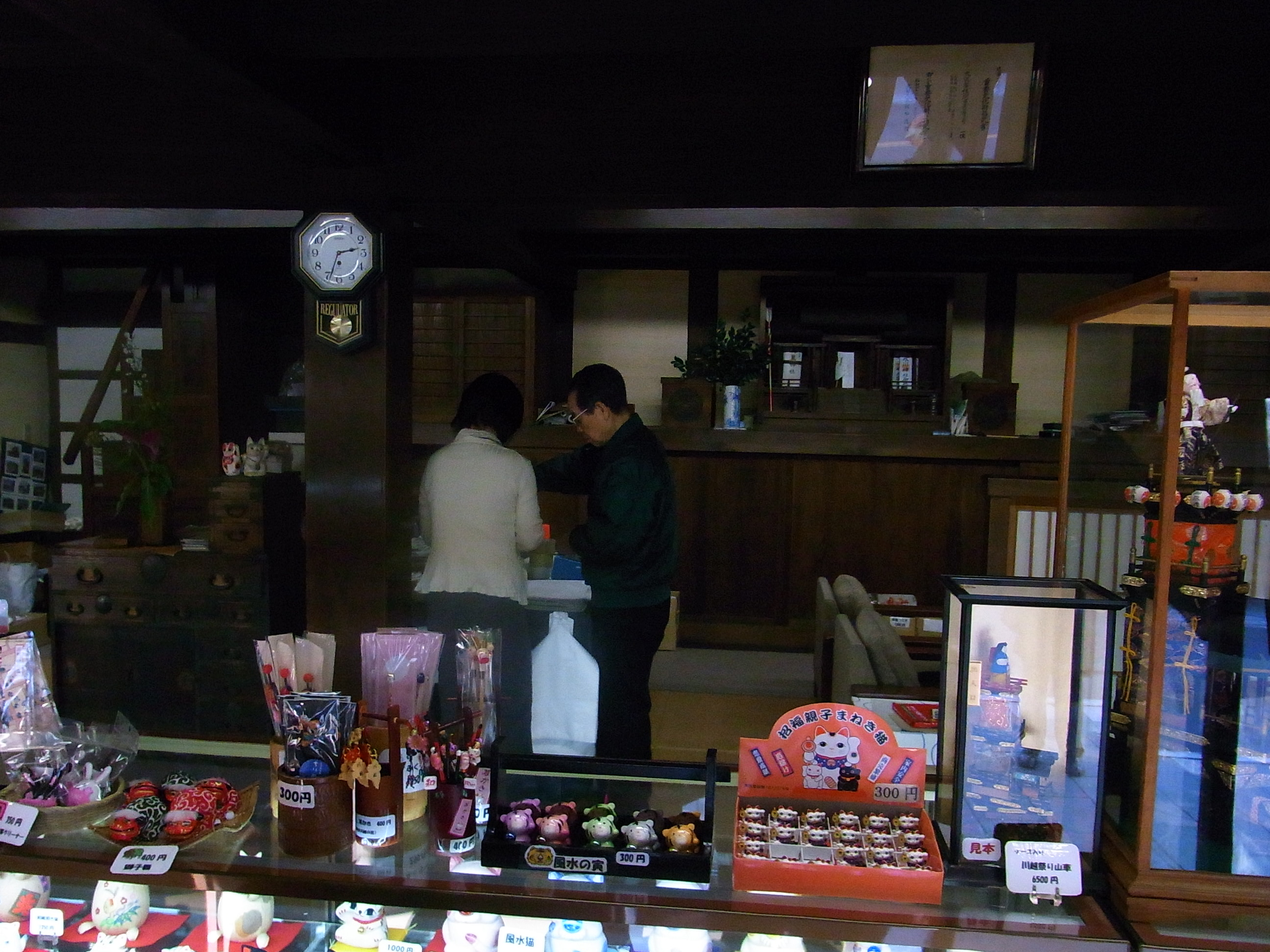
1階店舗正面（2010年12月8日撮影）
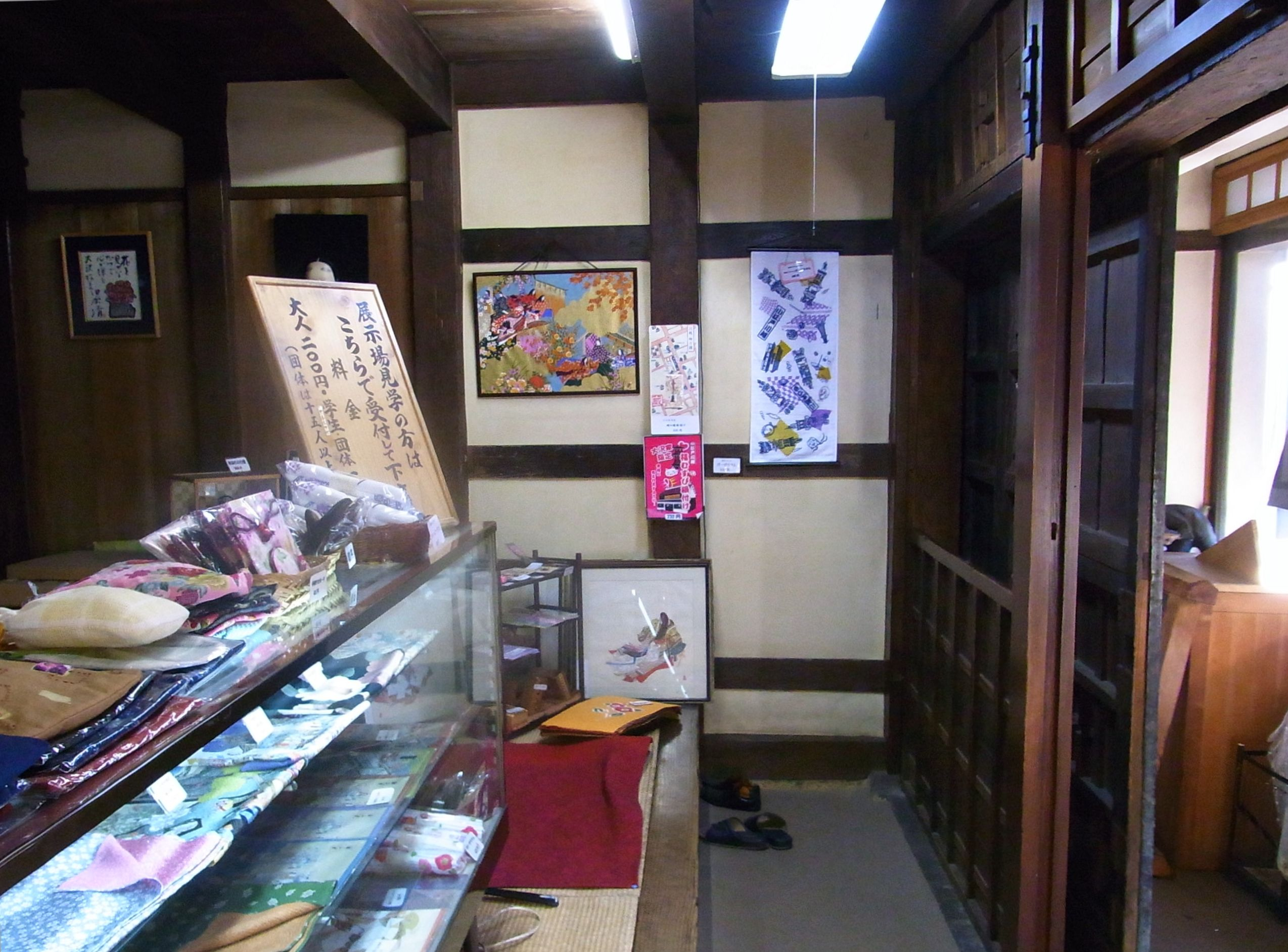
1階店舗側面（2010年12月8日撮影）
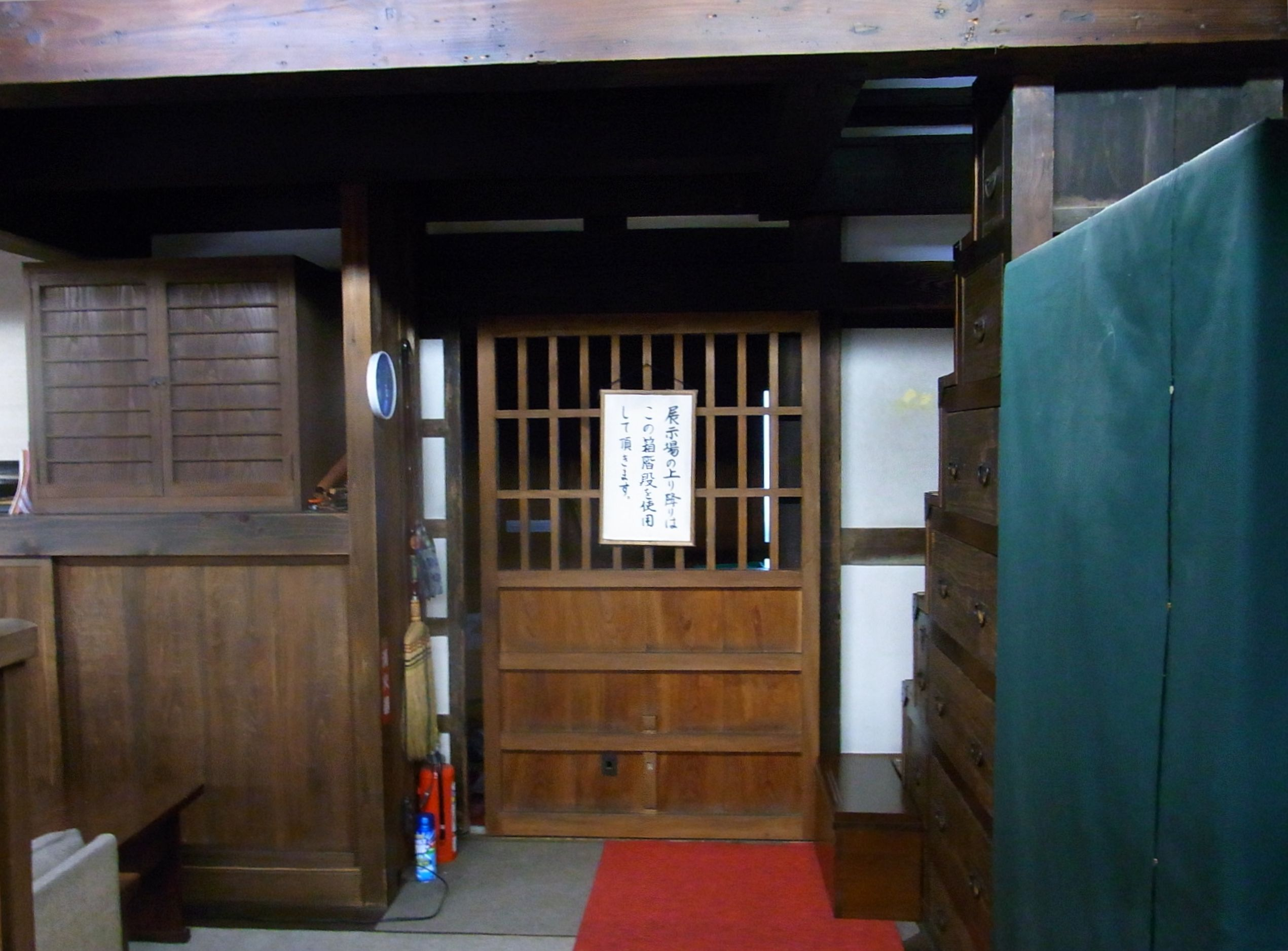
1階奥の階段前（2010年12月8日撮影）
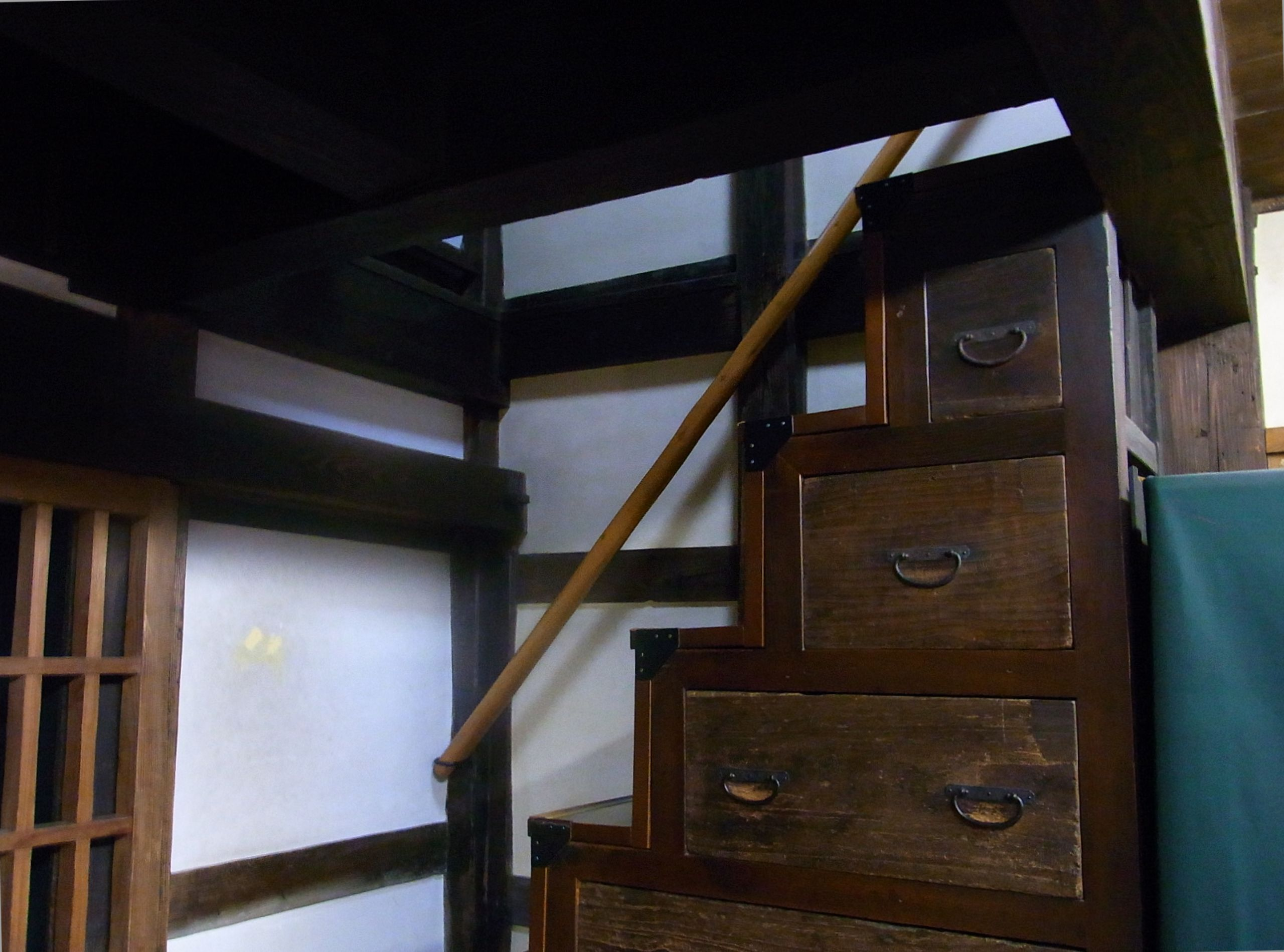
同左階段入口（2010年12月8日撮影）
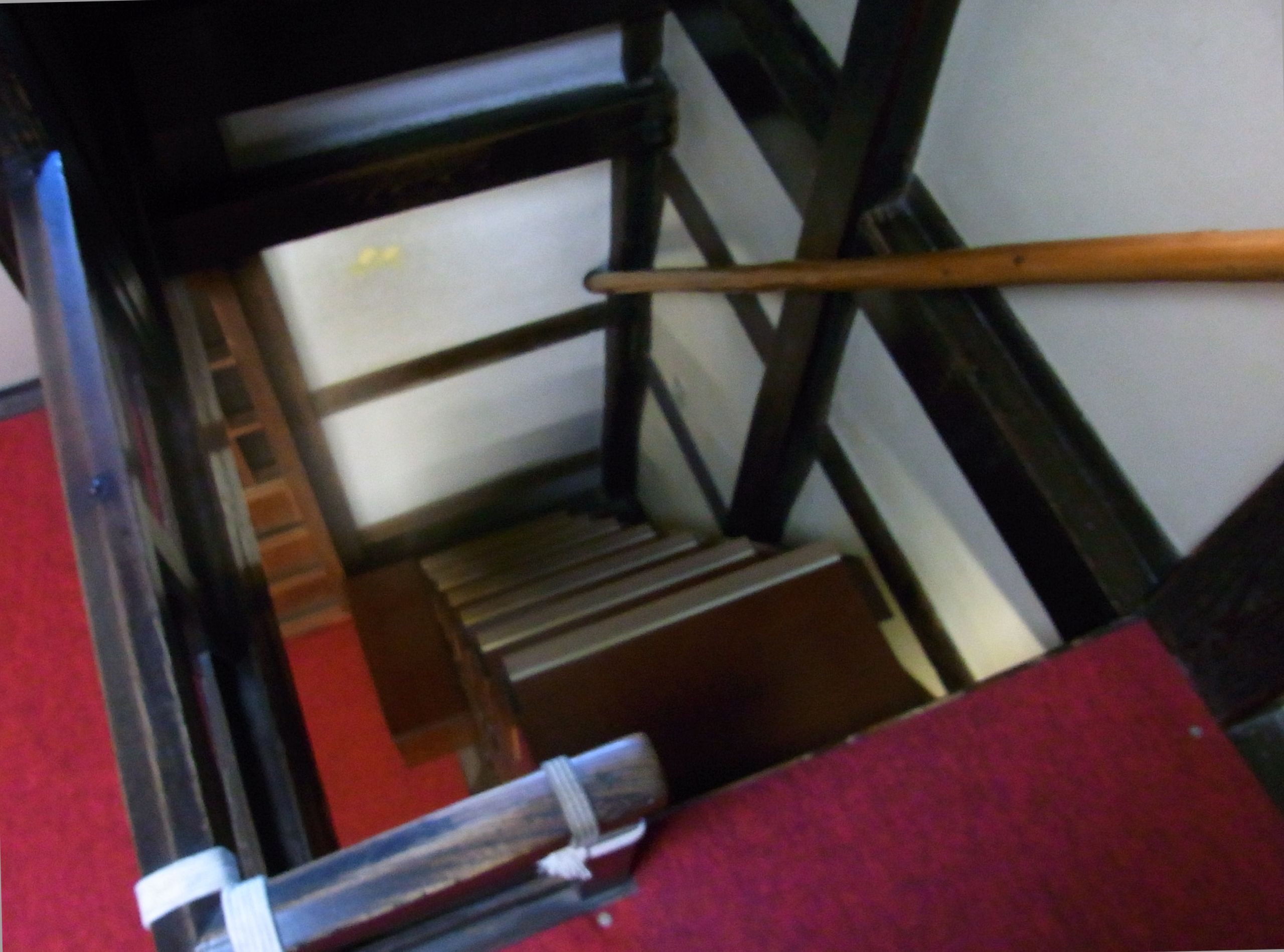
2階から階段を見る（2010年12月8日撮影）
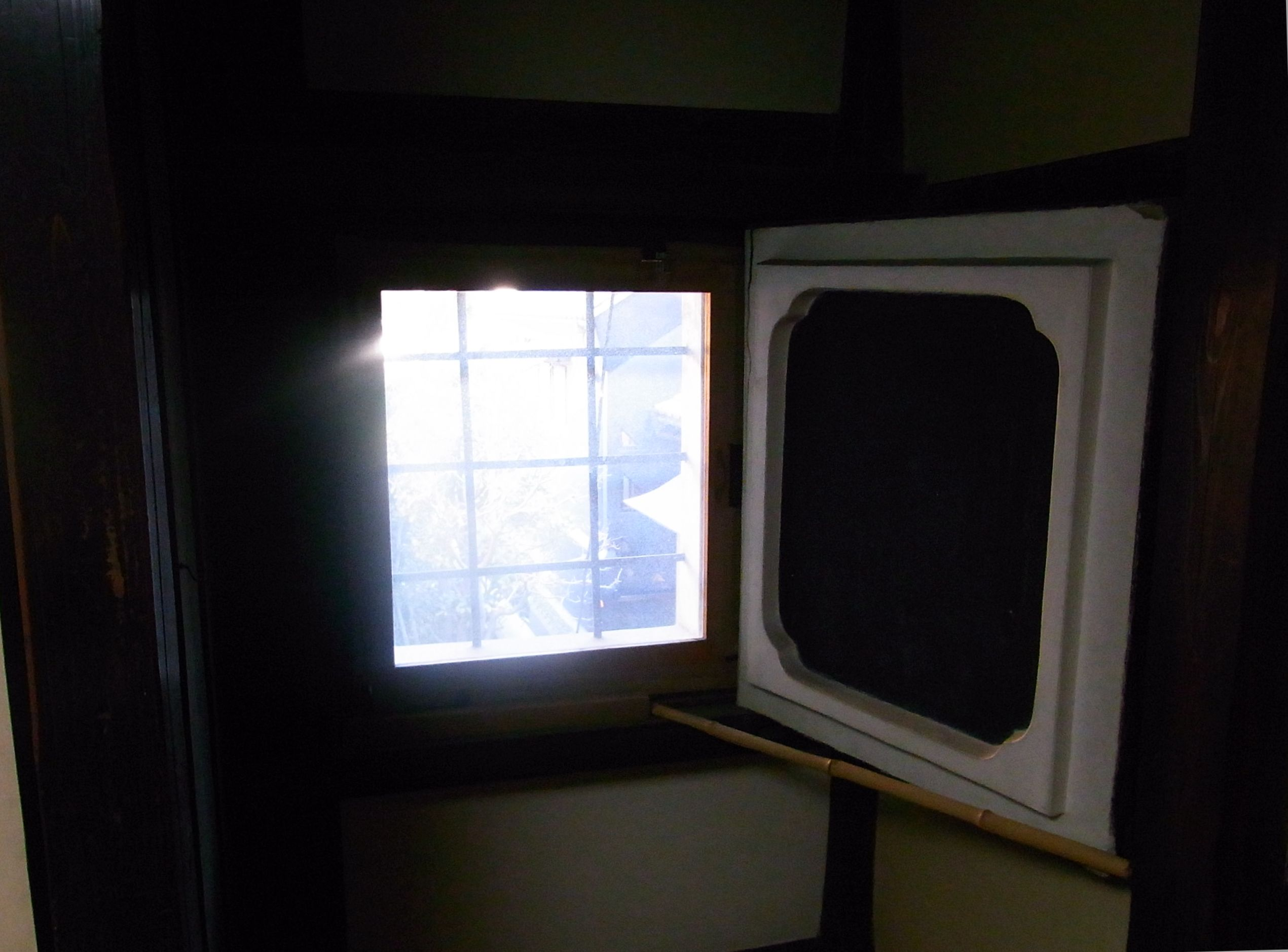
2階の窓（2010年12月8日撮影）
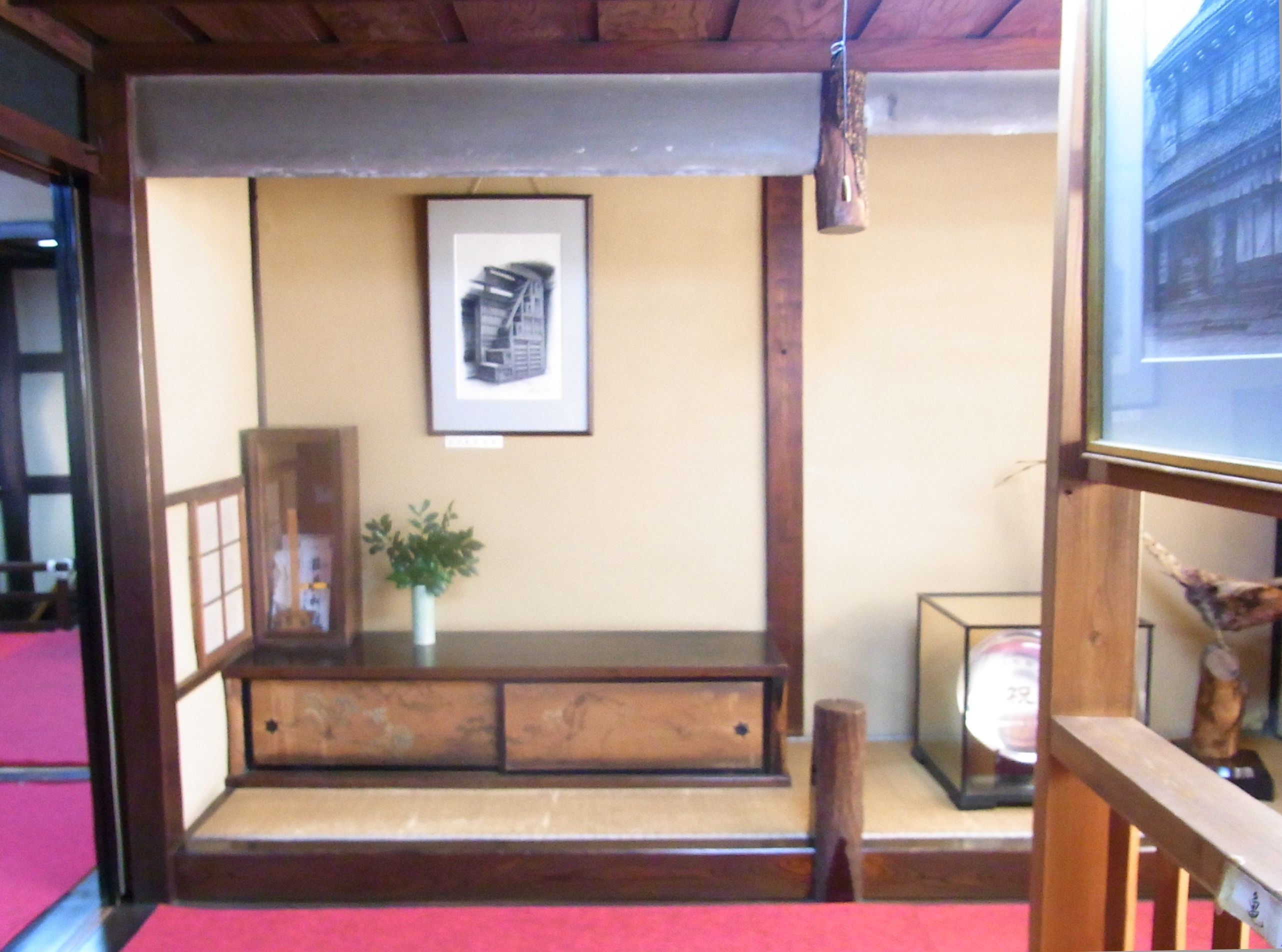
2階の居間（2010年12月8日撮影）